# 俄克拉何马州参议院
俄克拉何马参议院（英語：Oklahoma Senate）是美国俄克拉何马州议会的上議院，共有48名议员，每届任期4年。参议院议长由副州長兼任，議長不在時則由臨時議長主持議事；现任参议院议长为共和黨籍的麥特·皮內爾。